# Xavier Bettel
Xavier Bettel, né le 3 mars 1973 à Luxembourg-Ville (Luxembourg), est un homme d'État luxembourgeois membre du Parti démocratique (DP). Il est notamment Premier ministre pendant près de dix ans.
Diplômé en droit à Nancy, il rejoint le DP à l'âge de quinze ans et en préside l'organisation de jeunesse entre 1994 et 2002. En 1999, il est élu à la Chambre des députés et au conseil communal de la capitale du grand-duché. À la suite des élections locales de 2011, il devient à 38 ans bourgmestre de Luxembourg. Il prend deux ans plus tard la présidence du DP.
Les élections législatives anticipées du 20 octobre 2013 ayant montré une nette progression du DP au détriment du CSV, les libéraux entament des négociations avec les sociaux-démocrates (LSAP) et les écologistes (Gréng). Le 4 décembre, Xavier Bettel devient Premier ministre et constitue un gouvernement de 18 membres, dans lequel il occupe également les fonctions de ministre des Cultes et ministre de la Communication, et dont les conservateurs sont absents pour la première fois depuis 1974. Lors d'un remaniement ministériel orchestré en 2015, il devient en outre ministre de la Culture, poste qu'il quitte après sa reconduction en tant que Premier ministre en 2018.
À la suite des élections de 2023, sa coalition perd sa majorité. Il devient alors chef de la diplomatie et numéro deux du gouvernement dans le cadre d'une alliance avec le CSV.

## Biographie

### Formation
Il obtient une maîtrise de droit public et de droit européen, puis un diplôme d'études approfondies (DEA) en droit public et en science politique à l'université française Nancy-II. Il renonce à son DEA en février 2022, après que l'université a conclu à un possible plagiat de son mémoire. Il participe par ailleurs au programme Erasmus à l'université Aristote de Thessalonique, où il suit des cours en droit maritime et en droit ecclésiastique.

### Carrière politique

#### Débuts rapides
Il est membre du Parti démocratique depuis 1988, et se voit désigné aux fonctions de président de la circonscription centre et vice-président national de la Jeunesse démocratique et libérale (JDL) en 1991. De 1994 à 2002, il assume les fonctions de président national de la JDL.
Xavier Bettel postule aux élections législatives du 13 juin 1999 dans la circonscription Centre et se fait élire à la Chambre des députés. Quelques mois plus tard, au cours des élections communales du 10 octobre 1999, il est élu conseiller communal de Luxembourg.
Il devient avocat en 2001 et s'inscrit au barreau de Luxembourg.

#### Ascension
En 2004, il se présente de nouveaux aux élections législatives 13 juin, où il est réélu à la Chambre des députés. À la suite des élections communales d’octobre 2005, il intègre le collège échevinal de la capitale, où il est notamment chargé de l’Action sociale et de la Jeunesse. Il est une nouvelle fois réélu lors des élections législatives du 7 juin 2009. Sortant premier sur la liste du DP de la circonscription Centre, il est nommé président du groupe parlementaire DP.

#### Bourgmestre de Luxembourg

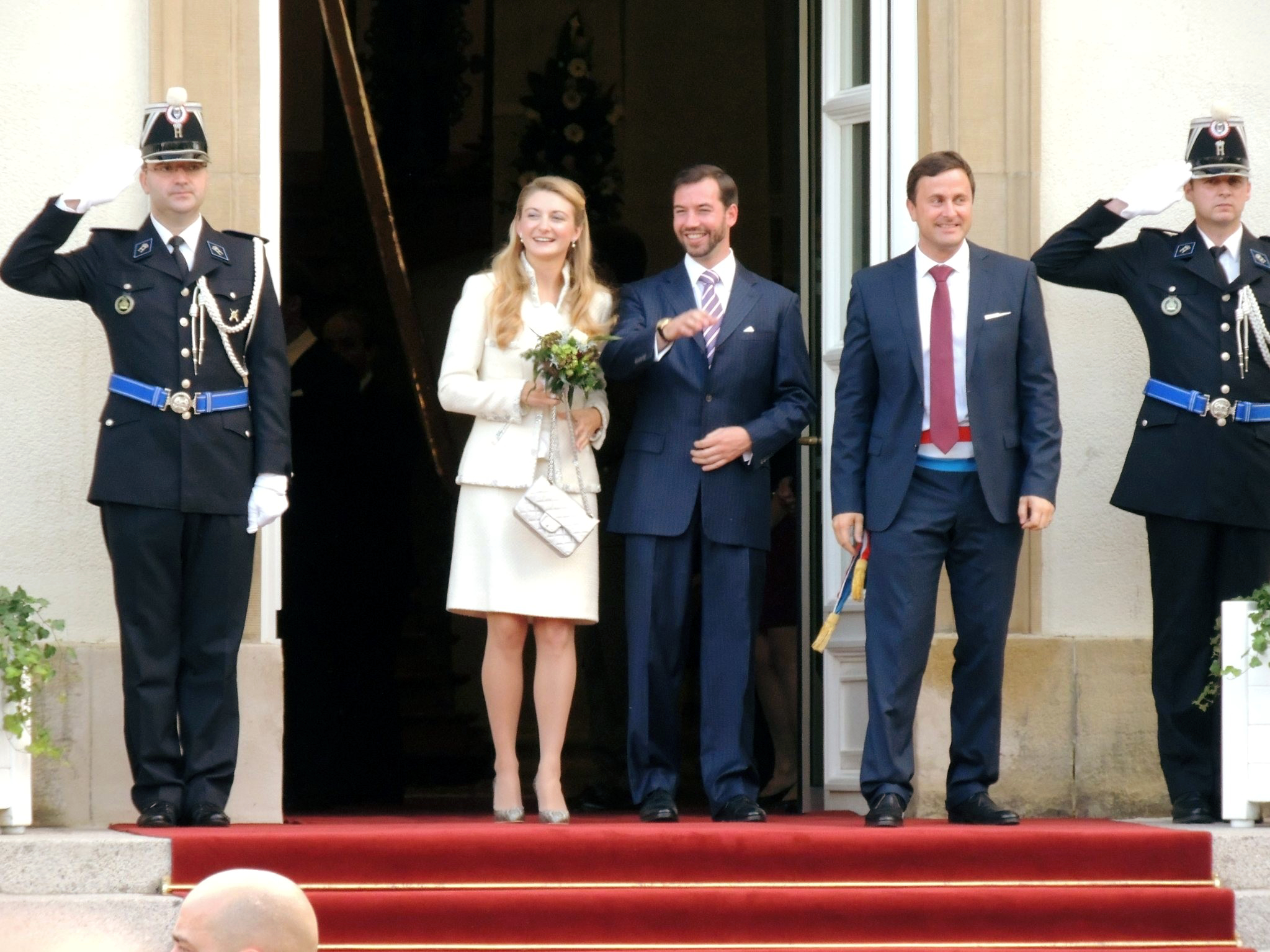
Xavier Bettel et le couple princier du Luxembourg à la suite de leur mariage civil, le 19 octobre 2012.

À l'occasion des élections communales du 9 octobre 2011, le DP confirme sa majorité relative au conseil communal de Luxembourg, ville qu'il gouverne depuis 1970, avec 33,65 % des voix, soit 10 conseillers communaux sur 27. Bettel est le mieux élu de sa formation, devançant de 514 voix Paul Helminger, au pouvoir depuis 1999.
Le 24 novembre, Xavier Bettel est investi comme bourgmestre de Luxembourg après avoir conclu la reconduction de la coalition avec Les Verts (Gréng), formée en 2005. À 38 ans, il est le plus jeune maire d'une capitale européenne. Il renonce en conséquence à ses fonctions de président du groupe DP à la Chambre.
En sa qualité de premier magistrat de la capitale luxembourgeoise, il célèbre, le 19 octobre 2012, le mariage civil du grand-duc héritier Guillaume et de Stéphanie de Lannoy.
Il est élu au poste de président du Parti démocratique, avec 96,5 % des votes des membres du parti en février 2013. Il prend la suite de Claude Meisch, bourgmestre de Differdange et titulaire de cette fonction depuis neuf ans. Il est le second bourgmestre de la capitale après Lydie Polfer à occuper la présidence du DP alors qu'il est en exercice.

### Premier ministre

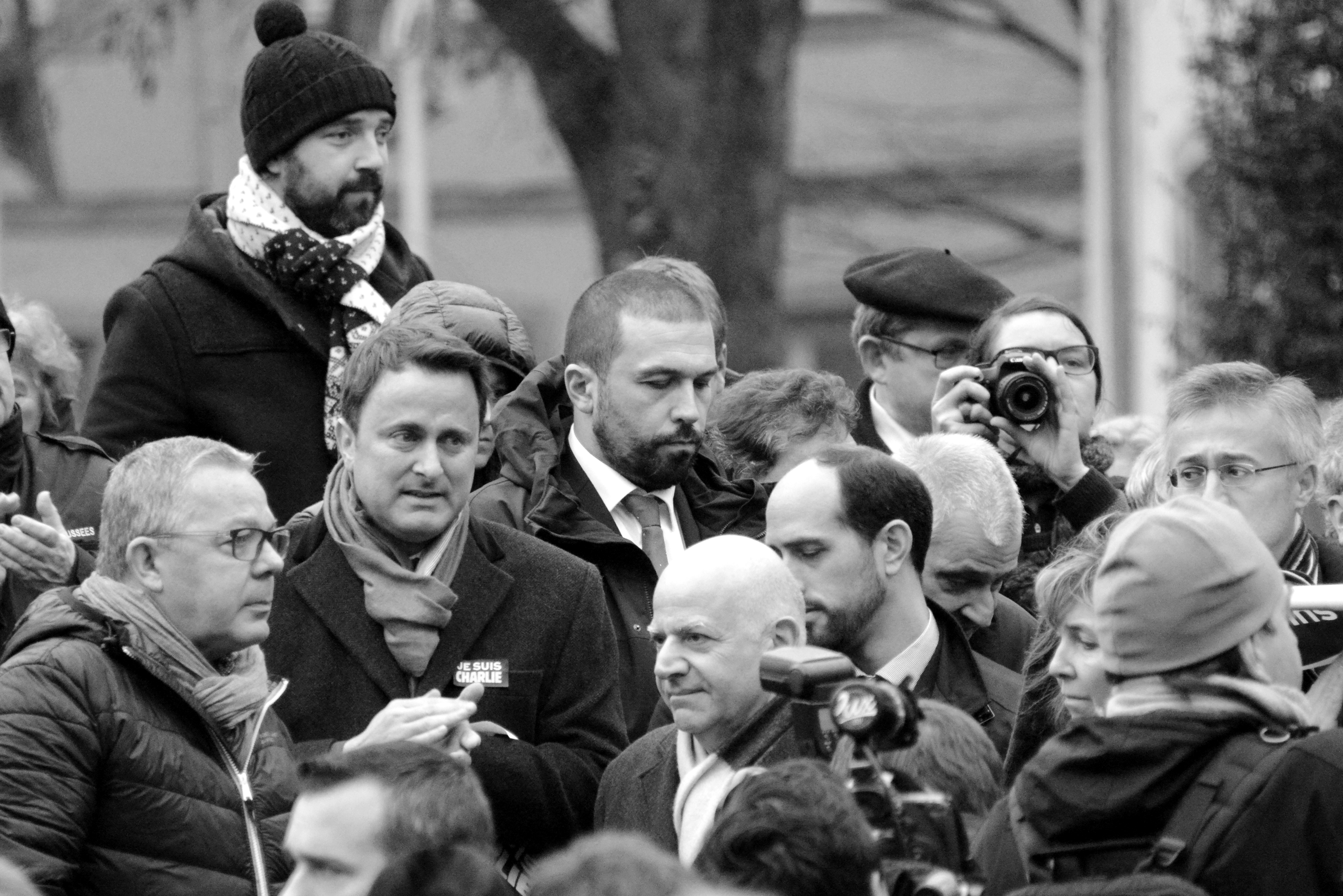
Le 8 janvier 2015, Xavier Bettel participe à Luxembourg à un rassemblement en mémoire des victimes de l'attentat contre Charlie Hebdo.

#### Accès au pouvoir
À la suite des élections législatives anticipées du 20 octobre 2013, il est désigné le 25 octobre comme formateur du nouveau gouvernement luxembourgeois. En effet, bien que le DP soit le troisième parti du pays, il est celui qui enregistre la plus forte progression au cours de l'élection. Il négocie alors la constitution d'une coalition dite « gambienne » avec le Parti ouvrier socialiste luxembourgeois (LSAP) et Les Verts. Avec le socialiste Etienne Schneider, ils sont perçus comme des « ambitieux » qui ont évincé du pouvoir la vieille génération.
Nommé Premier ministre le 4 décembre suivant par le grand-duc Henri, il présente son gouvernement de dix-huit membres le même jour, dans lequel Schneider exerce les fonctions de Vice-Premier ministre, ministre de l'Économie et ministre de la Défense, tandis que le technocrate Pierre Gramegna obtient le poste de ministre des Finances et que le ministre socialiste des Affaires étrangères Jean Asselborn est maintenu à son poste.
C'est la première fois depuis l'accession au pouvoir de Gaston Thorn en 1974 que les libéraux prennent la direction du gouvernement et que le Parti populaire chrétien-social (CSV) est exclu de la majorité parlementaire.
Le programme gouvernemental semble construit pour satisfaire chaque composante de la nouvelle majorité, insistant sur le développement de l'emploi cher aux socialistes, sur la rigueur budgétaire réclamée par les libéraux et le renouveau démocratique prôné par les écologistes. La coalition s'engage à proposer un nouveau texte constitutionnel assurant un renforcement des libertés citoyennes et à réviser le fonctionnement du Service de renseignement de l’État du Luxembourg (SREL), dont les dysfonctionnements ont conduit à la chute de Juncker.
Il démissionne alors de la mairie de Luxembourg, reprise par l'ancienne bourgmestre puis vice-Première ministre Lydie Polfer.

#### Réformes sociétales
Le 18 juin 2014, la Chambre des députés adopte par 56 voix pour et 4 contre un projet de loi défendu par le ministre écologiste de la Justice Félix Braz autorisant le mariage et l'adoption pour les couples de personnes de même sexe. Le Luxembourg est ainsi le onzième pays de l'Union européenne à reconnaître le mariage pour les couples homosexuels. Il fait approuver en décembre 2014 une autre réforme de société qui concerne l'interruption volontaire de grossesse (IVG), supprimant la notion de « détresse » pour justifier le recours à l'IVG, ainsi que l'un des deux entretiens médicaux obligatoires.
Il conclut un accord avec les représentants des cultes le 20 janvier 2015 pour réaliser la séparation des Églises et de l'État. La convention ainsi passée prévoit une diminution sur vingt ans des subventions aux cultes, la fin de la rémunération des ministres du culte par les pouvoirs publics et la suppression de l'obligation pour les autorités publiques et ecclésiastiques de passer ce type d'accord. Les deux derniers points nécessitent une révision constitutionnelle, mais le CSV s'oppose à la disparition du caractère obligatoire de la convention liant État et Églises. Finalement deux jours plus tard, majorité et opposition chrétienne-sociale s'entendent sur la modification constitutionnelle, assurant la disparition du versement des salaires des ministres du culte par l'État et l'affirmation de la neutralité et l'impartialité religieuses des autorités publiques.

#### Volonté avortée de révision constitutionnelle
Il subit une défaite politique lors du référendum constitutionnel du 7 juin 2015, les électeurs rejetant massivement les trois propositions pour lesquelles il avait mené campagne, en particulier le droit de vote des étrangers et l'abaissement à 16 ans de la majorité électorale. En réaction à ces résultats, il indique avoir compris le message des électeurs, appelant le pays à rester uni malgré les divisions que peuvent causer les sujets abordés par ce scrutin et confirmant sa volonté de soumettre une nouvelle Constitution au vote de ses concitoyens en 2017.
À peine dix semaines plus tard, le 23 septembre, il fait savoir qu'il compte abandonner la présidence du DP afin de se consacrer pleinement à ses fonctions de Premier ministre. Remplacé le 28 novembre à la présidence du DP par sa ministre de la Famille Corinne Cahen, il prend en charge le ministère de la Culture à l'occasion du remaniement ministériel opéré le 18 décembre suivant.
En janvier 2016 se tient à Mondorf-les-Bains le séminaire informel annuel du gouvernement, à l'issue duquel il annonce qu'il présentera le 26 avril à la Chambre des députés son grand projet de réforme fiscale, qu'il espère pouvoir présenter l'année suivante la nouvelle Constitution du Luxembourg, la soumettre au vote dès les premiers mois de l'année 2018, et qu'il sera candidat à sa propre succession lors des prochaines élections législatives, prévues cette même année.

#### Accusations de plagiat universitaire
En octobre 2021, le média Reporter.lu révèle que Xavier Bettel aurait plagié une grande partie de son mémoire de DEA en 1999 à l'université de Nancy : 96 % de son travail, portant sur des réformes possibles au mode de scrutin des élections européennes, serait directement copié de publications originales. Répondant aux accusations, Xavier Bettel affirme avoir rédigé le travail « en toute âme et conscience » et reconnaît qu'il aurait pu « faire autrement ».
Après que l'université a conclu que son travail pouvait effectivement s'apparenter à du plagiat, il renonce à son diplôme début février 2022.

### Vie privée

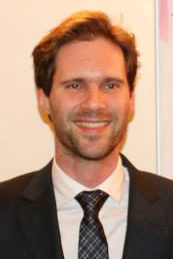
Gauthier Destenay en janvier 2015.

Xavier Bettel fait son coming out en 2008,. Il assume son homosexualité, déclarant que « les gens ne jugent pas sur le fait qu'on soit ou non homosexuel ». Il défend par ailleurs la légalisation du mariage homosexuel.
Il vit avec Gauthier Destenay, architecte belge, qui l'accompagne lors des cérémonies protocolaires et avec qui il a contracté un partenariat légal en 2010. Peu après la légalisation du mariage homosexuel au Luxembourg, ils se marient le 15 mai 2015, ce qui fait de Bettel le premier dirigeant d'un État membre de l'Union européenne uni par un mariage homosexuel,.
En 2021, il déclare, lors du discours sur l'état de la Nation, avoir été la cible de menaces de mort faisant suite à la généralisation du certificat de vaccination au Luxembourg.

## Distinctions

### Décorations
- Grand officier de la Légion d'honneur (France)
- Ordre de la Croix de Terra Mariana de 1re classe[19] (Estonie, promotion 2018)
- Grand-croix de l'ordre de la Couronne[20] (Belgique, promotion 2017)
- Grand-croix de l'ordre de la Couronne de chêne (Luxembourg, promotion 2014)
- Commandeur de l'ordre du Mérite (Espagne) 2007
- Grand-croix de l'ordre d'Orange Nassau (Pays-Bas)
- Grand-croix de l'ordre de l'Infant Dom Henri (Portugal)
- Grand-croix de la république de Serbie
- Grand-croix de l'ordre de l'Honneur[21] (Grèce) 2023
- Grand-croix de l'ordre de Makarios III (Chypre)
- Grand-croix du Niger
- Grand-croix de Saint Marin
- Grand-croix de l'ordre d'Adolphe de Nassau
- Grand Officier de l’Etoile de Roumanie (2025)
- Ordem Amilcar Cabral Primeiro Grau du Cap Vert (2024)
- Grand Officier de l’Ordre du Prince Iaroslav le Sage d’Ukraine (2025)

### Honneurs
Il a reçu plusieurs doctorats honoris causa et autres titres honorifiques :
- Sacred Heart University Luxembourg (en)
- École nationale d'études politiques et administratives de Bucarest
- Citoyen d'honneur de la Ville de Mexico
- Citoyen d'honneur de la Ville d'Athènes
- Médaille du Barreau de Paris